# Mircea Dobrescu
Mircea Dobrescu (n. 5 septembrie 1930, Buzău, România – d. 6 august 2015, București, România) a fost un pugilist român. A început boxul la vârsta majoratului și a petrecut nu mai puțin de 34 de ani în ringul de box, timp în care a boxat în peste 200 de meciuri. A fost component al unor cluburi din Buzău și Brăila după care, timp de 20 de ani, a activat la Clubul Sportiv al Armatei Steaua București. A fost laureat cu argint la Campionatul European din 1955 și 1957 și la Jocurile Olimpice din 1956.

## Biografie
Mircea Dobrescu s-a născut în satul Cotorca, actualul județ Buzău. A început activitatea sportivă la Brăila.
În 1952 a participat pentru prima dată la Jocurile Olimpice. După victoriile la categoria muscă (până la 51 kg) cu Yoshitaro Nagata, Japonia (2:1), și Roland Johansson, Suedia (3:0), ajunge în sferturile de finală cu viitorul medaliat olimpic, Nathan Brooks, SUA (2:1).
La Campionatul European din 1953, Dobrescu a eliminat deja în runda preliminară pe Edgar Basel, Deutschland (3:0). La Campionatul European din 1955 are o victorie în semifinală cu Wolfgang Behrendt, RDG, obține astfel medalia de argint.
În 1957 Dobrescu a ajuns pentru a doua oară în finala de la Campionatele Europene de la Praga. După ce a câștigat în semifinală împotriva lui René Libeer, Franța (4:1), a pierdut cu Manfred Homberg, Germania (4:1), obține astfel medalia de argint. În același an a câștigat la Festivalul Mondial al Tineretului și Studenților din Moscova. La Campionatul European din 1959, Dobrescu a fost eliminat în sferturile de finală de Vladimir Stolnikov, Uniunea Sovietică (3:2). În anul următor, el a câștigat Campionatul Balcanic și a luat parte pentru a treia oară la Jocurile Olimpice.
Mircea Dobrescu își încheie cariera sa în 1961, după Campionatele Europene de la Belgrad, unde a fost eliminat în sferturi de Stolnikov.
A încetat din viață, la 6 august 2015, la aproape 85 de ani.

## Distincții
- Ordinul Muncii clasa a III-a (19 noiembrie 1952) pentru rezultatele obținute la Jocurile Olimpice de vară de la Helsinski[1]
- Ordinul Muncii clasa a II-a (18 decembrie 1956) „pentru merite deosebite in pregătire și pentru rezultatele obținute la cea de a XVI-a ediție a jocurilor olimpice care au avut loc la Melbourne”[2]